# Події у селищі Червоний Рай
Події у селі Червоний Рай — організований кривавий погром місцевого кримськотатарського населення тодішньою кримською владою, що відбувся 1 жовтня 1992 року в селі Червоний Рай під Алуштою.

## Історія

### Передісторія
У квітні 1990 року голова Організації кримськотатарського національного руху Мустафа Джемілєв констатував, що кримською владою ведеться роздача земельних ділянок під дачі та городи російськомовному населенню, водночас заохочувались та прямо організовувалися партійними органами шовіністичні об'єднання та «комітети» російськомовних, які відкрито виступають проти повернення кримських татар на свою Батьківщину.
Відповідно до прийнятого на засіданні Центральної Ради 9-10 червня 1989 року п'ятим пунктом Плану заходів, ОКНР надавала всіляку допомогу та підтримку співвітчизникам, які займали порожні земельні ділянки та будували наметові містечка. Принциповість і навіть певна жорсткість, з якою представники ОКНР обстоювали інтереси співвітчизників, зрештою себе виправдали: «Так, у селі Севастьянівка Бахчисарайського району, де в серпні 1989 року виникло перше наметове містечко, — до кінця квітня 1990 року вже будувались. Заняття земель у селі Заланкой (Холмівка) Бахчисарайського району також завершилося будівництвом понад 50 будинків. У тих районах, де при владі були розсудливі та відносно далекоглядні керівники, питання про земельні ділянки після їхнього заняття кримськими татарами вирішувалося за допомогою взаємних компромісів та домовленостей. Однак найчастіше влада намагалася вирішити питання за допомогою силових прийомів, жорстоких фізичних розправ та судових процесів».
Одним із таких трагічних випадків стала розправа над кримськими татарами 14 грудня 1989 року у селі Запрудне. Тоді на місцевих кинули сотні солдатів, міліціонерів та п'яні натовпи із довколишніх сіл. Чотири місяці влада тримала шістьох побитих учасників дегірменкойської епопеї у в'язниці, фабрикуючи проти них кримінальну справу за звинуваченням у хуліганстві, опорі владі та іншим злочинам.

### Погром
Починаючи з 1989 року було поставлено у чергу на отримання земельних ділянок під індивідуальне будівництво 2196 сімей, а отримали ділянки лише 800 сімей, причому більшість із них після багатомісячного пікету. За 1991 рік із запланованих 150 ділянок кримським татарам було виділено лише третину. За 1992 рік за планом необхідно було виділити 370 ділянок, а виділено близько 80. Таким чином очевидна була тенденція: з одного боку загальмувати процес повернення кримських татар, а з іншого не допустити їхнього поселення в Алушті та прилеглих селах.
Все це змусило кримських татар 5 липня встановити пікет на дорозі біля персикового саду у селі Червоний Рай. Провокація з боку міліції в ніч на 6 липня та блокування дороги 7 липня змусили пікетувальників захистити табір. Того ж дня відбулося засідання виконкому Алушти, на якому було ухвалено рішення:
1. Зобов'язати ініціативну групу осіб кримськотатарської національності…, а також осіб, які беруть участь у самовільному зайнятті землі, добровільно виконати рішення… звільнити цю ділянку землі… в районі поселення Красний Рай.
2. У разі невиконання рішення… запропонувати землекористувачу — с/з «Алушта» до 09.07.92 р. вжити заходів щодо звільнення земельної ділянки, самовільно зайнятої особами кримськотатарської національності.
3. Алуштинському ГВВС (т. Воєводкін О. С.) при звільненні земельної ділянки вжити всіх передбачених Законом України «Про міліцію» заходів щодо підтримання громадського порядку.

8 серпня керовані начальником УВС Алушти Воєводкіним силовики почали оточувати укріплений табір кримських татар. Пікетувальники захищали тимчасові споруди, люди поспішили на територію табору і, щоб не пропустити в нього силовиків, підпалили гумові скати навколо себе. Спецназівців це не зупинило. Троє кримських татар, обливши себе бензином і взявши до рук палаючі смолоскипи, пішли назустріч спецназу. Воєводкін віддав спецназівцям наказ зупинитися та розпочав переговори з представниками штабу пікетувальників.
Для вирішення конфліктної ситуації між Меджлісом кримськотатарського народу та Алуштинською міськрадою було створено погоджувальну комісію. Підсумки її більш ніж місячної роботи: п'ять засідань, три з яких було зірвано через відсутність землекористувачів, та один виїзд на запропоновані до розгляду земельні масиви. Усі 13 пропозицій пікетувальників із земельних масивів були відхилені за різними мотивами.
19 серпня 1992 року було підписано спільну Заяву Алуштинського міського виконавчого комітету та меджлісу кримськотатарського народу. У заяві «Про врегулювання ситуації, що склалася в поселенні Червоний Рай» говорилося, що «в результаті переговорів, що відбулися, з метою вирішення конфліктної ситуації в районі поселення Червоний Рай Алуштинський міськвиконком гарантує, що всім кримським татарам, зазначеним у списку від 21 липня 1992 року, за винятком тих, хто вже має постійне житло чи земельну ділянку у Криму, після розгляду їхніх документів у погоджувальній комісії буде надано юридичні гарантії (рішення комісії, затверджене міськвиконкомом) на виділення земельних ділянок під індивідуальне будівництво».
1 жовтня 1992 року близько 9 години ранку підрозділ кримської міліції спеціального призначення за наказом кримської адміністрації скоїв збройний напад на табір репатріантів, які розташувалися у відкритому полі місцевості Червоний Рай, в результаті чого було зруйновано за допомогою техніки понад 20 збудованих тимчасових споруд, побито всіх учасників пікету, чотири з них з важкими травмами потрапили до лікарні, вивезено в невідомому напрямку 26 осіб.
6 жовтня тисячі кримських татар зібралися на площі перед Верховною Радою Криму з вимогами звільнити заручників та покарати винних у погромі 1 жовтня. Протистояння вилилося у штурм Верховної Ради Криму та відкрите зіткнення із силами міліції. І лише після того, як протестувальники відійшли від будівлі Верховної Ради Криму та зайняли повністю площу перед Радою Міністрів Криму, надійшло розпорядження звільнити заручників.
У зверненні Меджлісу кримськотатарського народу, прийнятому цієї ж ночі, говорилося: «Криваве побоїще, вчинене владою Криму 1 жовтня 1992 року в селі Червоний Рай над групою беззахисних кримських татар, переповнило чашу терпіння сотень тисяч людей, які постійно відчували знущання. 5 та 6 жовтня 1992 року кримські татари провели у Сімферополі масові акції протесту проти свавілля. Основна мета цих акцій полягала в тому, щоб притягнути організаторів погрому в селі Червоний Рай до персональної кримінальної відповідальності та домогтися звільнення 26 заручників кримських татар».